# Averrhoa carambola
Carambola és un fruit tropical proporcionat pel caramboler, Averrhoa carambola, arbre natiu de les Filipines (on se'n diu balimbing o saranate, segons el seu gust), Indonèsia, Índia i Sri Lanka. També es cultiva a les zones tropicals del Perú, Colòmbia, Trinitat i Tobago, l'Equador, Guiana, República Dominicana i Brasil, i al sud de Florida i Hawaii. No s'ha de confondre amb el fruit bilimbi.

## Cultiu

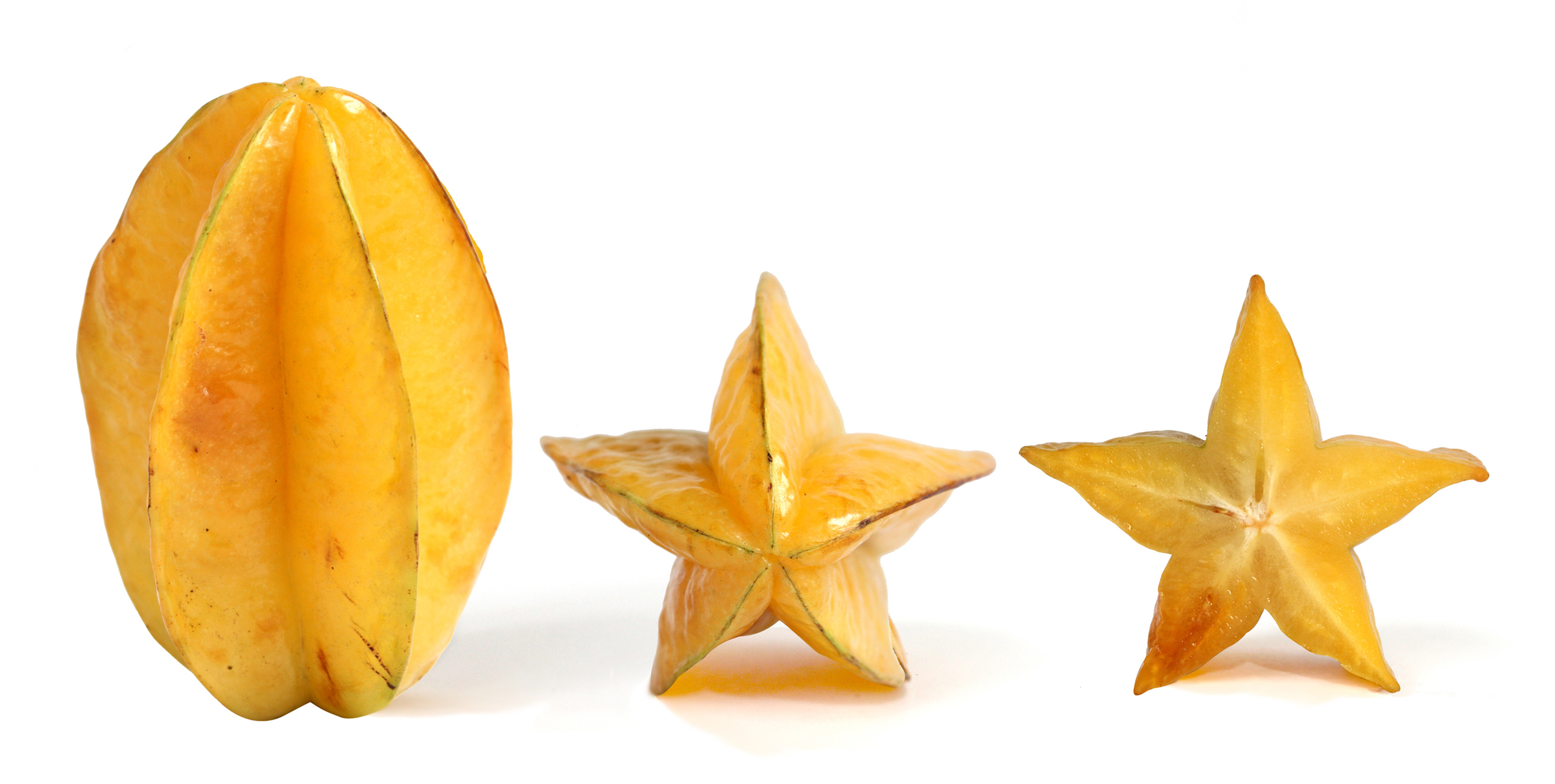
Vistes de caramboles madures

És un arbret tropical perennifoli, de 3 a 5 o fins a 12 m d'altura, que pot créixer a més de 1.000 metres a l'Índia. Prefereix el ple sol, necessita gairebé 2.000 litres de pluviometria anual, no li cal un sòl especial però ha de tenir bon drenatge.
Un arbre pot produir de 80 a 160 kg de fruits a l'any que generalment es cullen de juny a agost però de vegades al llarg de tots els mesos de l'any. Les principals plagues són la mosca del vinagre, les formigues i els ocells. Especialment als Estats Units poden patir gelades.
El fruit té costelles longitudinals laterals (normalment cinc)i en secció transversal formen una estrella. El nombre de costelles pot variar de tres a sis.

## Origen
És un fruit cultivat a Àsia des de fa segles que probablement es va originar a Sri Lanka o les Moluques, Indonèsia. Malàisia n'és el principal productor mundial i exporta els fruits a Àsia i Europa. Als Estats Units no es poden exportar per les normes de plagues i patògens.

## Gastronomia
El valor nutritiu per 100 grams de la carambola crua és: 91% aigua, 7% carbohidrats, 1% vitamines i 1-3 a 2,8 de fibra, amb presència de vitamina C entre 4 i 34,4 mg. Tot el fruit es pot menjar la pell inclosa, que és lleugerament cerosa. Té molt de suc.

## Salut

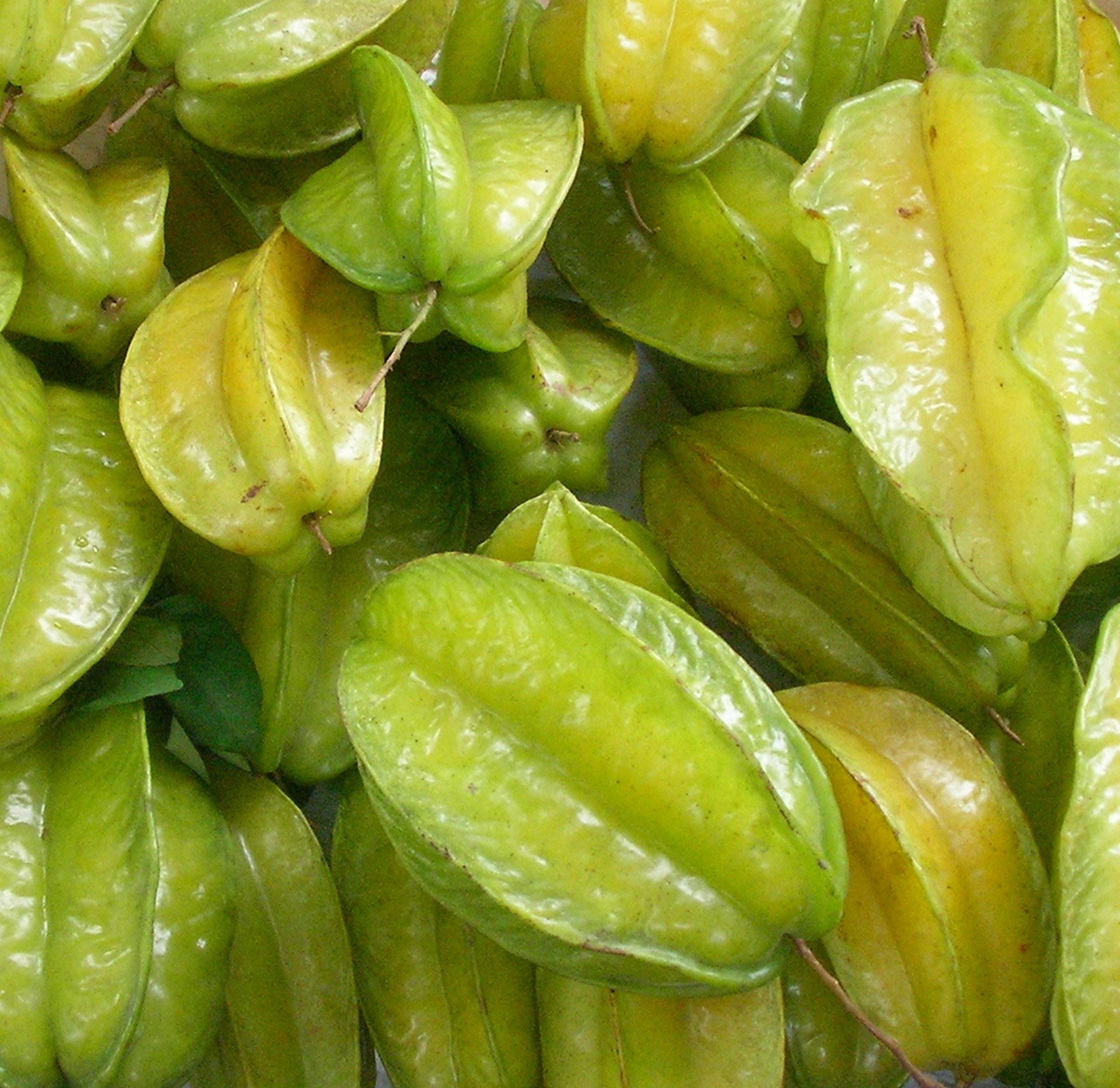
Caramboles en diversos estadis de maduresa

La carambola és rica en antioxidants i vitamina C i baixa en sucre, sodi i aciditat. Té antioxidants polifenòlics. També té propietats antimicrobianes
En algunes persones els pot produir reaccions dites al·lèrgia, car conté àcid oxàlic perillós en cas de problemes de ronyons i s'ha arribat a casos mortals.
Pot inhibir set isoformes del citocrom P450. Aquests enzims actuen en l'eliminació de drogues pel metabolisme i el consum de carambola o el seu suc combinat amb certs medicaments en pot augmentar la dosi dins del cos. per exemple pot afectar els tranquil·litzants de la família benzodiazepina dins la qual s'inclou el diazepam).